# Divizia 7 Infanterie
 Divizia 7 Infanterie a fost o mare unitate de infanterie, de nivel tactic, din trupele permanente ale Armatei României, din perioada 1880-1945, dislocată la pace în garnizoana Roman.:p. 92
Divizia a participat la Al Doilea Război Balcanic, la acțiunile militare pe Frontul Român, pe toată perioada Primului Război Mondial, la acțiunile militare postbelice (1918-1920) și la Al Doilea Război Mondial.

## Veziși
- Divizia 7 Infanterie (1916-1918)
- Divizia 7 Infanterie (1918-1920)